# Libnotes nyasaensis
Libnotes nyasaensis är en tvåvingeart som först beskrevs av Alexander 1920.  Libnotes nyasaensis ingår i släktet Libnotes och familjen småharkrankar. Inga underarter finns listade i Catalogue of Life.